# Chilometro

Definizione originale del chilometro

Il chilometro (o anche kilometro in ambito più tecnico e scientifico; simbolo km) è un'unità di lunghezza pari a mille metri. Il metro è una delle sette unità fondamentali del sistema internazionale di unità di misura (SI). Il termine deriva dal greco antico χίλιοι?, chílioi ("mille") e metro = conteggio o misura.
Il sistema di codifica unicode dispone di simboli per: chilometro (㎞), chilometro quadrato (㎢) e chilometro cubo (㎦). Essi risultano utili solo in testi CJK: cinesi, giapponesi e coreani, nei quali hanno l'estensione di un carattere cinese.

## Conversioni
1 km equivale a:
- 0,6213712 miglia
- 0,5400 miglia marine
- 1 093,613 iarde
- 3 280,840 piedi
- 39 370,08 pollici
- 1000 metri
- 100 decametri
- 10 ettometri
- 0,1 miriametri (in disuso)

## Simbolo
Il simbolo del chilometro è km, dove la lettera kappa è minuscola e la lettera m è anch'essa minuscola e corrisponde al simbolo del metro. Fa uso del prefisso k (kilo), utilizzato per definire multipli con fattore di scala 10³ cioè mille (1 000); vedi anche Prefissi del Sistema internazionale di unità di misura. La lettera K maiuscola si riferisce invece al kelvin, simbolo dell'unità di misura della temperatura termodinamica.